# Shitfun
Shitfun è il quarto album studio della band death metal Autopsy, pubblicato nel 1995. Nel 2003 fu ripubblicato con l'aggiunta di 10 canzoni in versione live.

## Tracce
1. Deathmask – 2:50
2. Humiliate Your Corpse – 3:27
3. Fuckdog – 0:42
4. Praise the Children – 3:40
5. The Birthing – 2:12
6. Shiteater – 2:33
7. Formaldehigh – 0:52
8. I Sodomize Your Corpse – 3:40
9. Geek – 4:07
10. Brain Damage – 1:17
11. Blood Orgy – 3:24
12. No More Hate – 2:02
13. Grave Violaters – 4:47
14. Maim Rape Kill Maim – 5:04
15. I Shit on Your Grave – 0:42
16. An End to the Misery – 1:13
17. The 24 Public Mutilations – 3:10
18. Bathe in Fire – 1:41
19. Bowel Ripper – 1:12
20. Burnt to a Fuck – 3:46
21. Exremental Ecstacy – 3:15

### Tracce live presenti solo nella riedizione del 2003
1. Slaughterday – 4:02
2. Fiend for Blood – 0:38
3. Fleshcrawl – 0:41
4. Torn from the Womb – 3:05
5. Shit Eater – 2:14
6. Charred Remains – 3:39
7. Death Twitch – 2:16
8. Dead – 2:29
9. Spinal Extractions – 0:24
10. Twisted Mass of Burnt Decay – 2:10

## Formazione
- Chris Reifert - voce, batteria
- Danny Coralles - chitarra
- Eric Cutler - chitarra
- Freeway Migliore - basso